# Цумаґой

36°30′59″ пн. ш. 138°31′49″ сх. д. / 36.51639° пн. ш. 138.53028° сх. д.
Цумаґо́й (яп. 嬬恋村, つまごいむら, МФА: [t͡sumagoi̯ muɾa]) — село в Японії, в повіті Аґацума префектури Ґумма. Розташоване у підніжжя гір-вулканів Асама та Сіране. Основою економіки є вирощування овочів. В селі розташовані гарячі ванни Кадзава та Мандза на термальних водах. Назва села означає «любов дружини». Вона походить від переказу про панну Ото Татібана, дружину японського героя старовини Ямато Такеру, яка сумувала і згадувала з любов'ю про свого чоловіка. Станом на 1 жовтня 2007 площа села становила 337,51 км². Станом на 1 серпня 2008 населення села становило 10 518 осіб.